# International Challenger Quanzhou
El ATP Challenger Guangzhou es un torneo profesional de tenis. Pertenece al ATP Challenger Tour. Se juega desde el año 2017 sobre pistas duras, en Guangzhou, China.

## Palmarés

### Individuales
| Año  | Campeón         | Finalista         | Resultado          |
| ---- | --------------- | ----------------- | ------------------ |
| 2017 | Thomas Fabbiano | Matteo Berrettini | 7–6(7–5), 7–6(9–7) |

### Dobles
| Año  | Campeones                       | Finalistas                     | Resultado        |
| ---- | ------------------------------- | ------------------------------ | ---------------- |
| 2017 | Hsieh Cheng-peng Peng Hsien-yin | Andre Begemann Aliaksandr Bury | 3–6, 6–4, [10–7] |